# 中野泰三郎
中野 泰三郎（なかの たいさぶろう、1947年3月11日 - ）は、日本の実業家。

## 人物
1947年3月11日、千葉県出身。慶應義塾大学経済学部卒業後、1969年に三菱銀行に入行。
銀行員を4年務めた後、1973年に東京コカ・コーラボトリング株式会社へ入社。コカ・コーラの販路拡大など同社の社業拡大に尽力。
1991年に東京コカ・コーラボトリング取締役に就任し、2011年には同社取締役副社長執行役員に就任した。
2005年に日本バレーボール協会副会長に就任。2011年5月17日付で立木正夫の後を受けて日本バレーボール協会会長及び理事会代表理事に就任。2013年6月に退任。

## 役職
- 東京コカ・コーラボトリング 取締役副社長執行役員
- 株式会社姫路ヴィクトリーナ代表取締役会長